# 曠湘霞
曠湘霞（1951年8月18日—），湖南省衡山縣人，國立鳳山高中，政治大學新聞學系畢業，美國夏威夷大學傳播學院碩士，美國南伊利諾大學新聞學院博士，政治大學新聞學系兼任副教授。曾任行政院新聞局廣播電視事業處（廣電處）處長，中國電視公司（中視）新聞部經理、中視資訊部經理、中視副總經理兼節目部經理、中視副總經理兼業務部經理、中視衛星副總經理、中天電視節目部協理等職。
1989年2月28日，中視新聞部經理張忠倫調任中視公共關係室主任，曠湘霞接任中視新聞部經理。2009年9月18日，曠湘霞接替高惠宇成為中央廣播電台第五屆董事長。
2011年2月26日，公共電視文化事業基金會（公視）召開董事會，出席的11位董事全數通過曠湘霞接任總經理；公視員工董事程宗明轉述，曠湘霞答覆員工代表及董事會提問時表示，雖然她是中國國民黨黨員，但她沒有擔任任何黨職，她也曾在民主進步黨執政期間申請擔任中華電視公司（華視）總經理，媒體專業操守可供外界檢視。
2014年12月17日，曠湘霞書面告知公視董事會辭任總經理；同月18日，公視董事會同意曠湘霞辭任總經理，自2015年1月1日生效。同月22日，《自由時報》D3版引用匿名公視董事爆料，說曠湘霞「其實是被公視董事會投票逼退，恐非如她聲明所寫『此刻離開亦是安然放下』」，還說「公視董事會上週三就已表決要曠湘霞離職，隔天曠湘霞發出聲明『辭去公視總經理一職』」。同月23日，公視發布新聞稿駁斥《自由時報》：「本會董事會上週三（即12月17日）並未召開董事會；只在下午二時許，一些董事與曠總經理交換意見，並未有投票事宜。曠總經理在會中告訴這些董事，她已在該日上午十一時將辭職信遞交董事長辦公室。」
2015年3月2日，曠湘霞獲中央廣播電台第六屆第六次董事會推選擔任董事長。
曠湘霞已婚，與其夫徐偉初育有兩女，小女兒徐愛心曾是電視劇演員。